# Gillevinia straata
Gillevinia straata е предложение за име на хипотетичен вид микроорганизъм на планетата Марс, който според някои учени е първият познат извънземен организъм , открит от мисия Викинг през 1976 г., но за което откритие няма конкретни данни. Кръстена е на американския инженер Гилбърт Левин.
Предвид хипотезата за живот на Марс, Марио Кроко предлага нова таксономична класификация, която да отразява възможен живот на Марс и групира Gillevinia straata по следния начин:
- система на органични живот Solaria
- биосфера Marciana
- царство Jakobia (именувано от Кристфриед Якоб)
- род Gillevinia
- вид Gillevinia straata